# Bandy-Nunatakker
Die Bandy-Nunatakker sind eine Gruppe Nunatakker im ostantarktischen Enderbyland. Sie ragen etwa 15 km östlich des Mount Stadler auf.
Das Antarctic Names Committee of Australia benannte sie 1976 nach Robert Charles Seymour Bandy (* 1948), Dieselaggregatmechaniker auf der Mawson-Station 1975, der an der Erkundung des Enderbylands durch eine ANARE-Mannschaft von 1975 bis 1976 beteiligt war.